# Minimelanolocus subulifer
Minimelanolocus subulifer är en svampart som först beskrevs av August Karl Joseph Corda, och fick sitt nu gällande namn av R.F. Castañeda & Heredia 2001. Minimelanolocus subulifer ingår i släktet Minimelanolocus, divisionen sporsäcksvampar och riket svampar.   Inga underarter finns listade i Catalogue of Life.